# Lopar
Lopar är en ort i Kroatien.   Den ligger i länet Gorski kotar, i den centrala delen av landet, 150 km sydväst om huvudstaden Zagreb. Lopar ligger 21 meter över havet och antalet invånare är 1 197. Den ligger på ön Otok Rab.
Terrängen runt Lopar är platt åt sydväst, men åt nordost är den kuperad. Havet är nära Lopar norrut.  Närmaste större samhälle är Banjol, 10,1 km söder om Lopar. I omgivningarna runt Lopar växer i huvudsak blandskog.